# Gare de Karatsu
La gare de Karatsu (唐津駅, Karatsu-eki) est une gare ferroviaire de la ville de Karatsu, dans la préfecture de Saga au Japon. Elle est exploitée par la compagnie JR Kyushu.

## Situation ferroviaire
La gare de Karatsu est située au point kilométrique (PK) 40,3 de la ligne Karatsu et au PK 42,6 de la ligne Chikuhi.

## Histoire
La gare a été inaugurée le 1er décembre 1898.

## Service des voyageurs

### Accueil
La gare dispose d'un bâtiment voyageurs ouvert tous les jours, avec des guichets et des automates pour l'achat de titres de transport.

### Desserte
- Ligne Karatsu :
  - voies 1 à 3 : direction Nishi-Karatsu, Taku, Ogi et Saga
- Ligne Chikuhi :
  - voies  3 et 4 : direction Meinohama (interconnexion avec la ligne Kūkō pour Aéroport de Fukuoka)